# Tapton
Tapton är en stadsdel i Chesterfield, i distriktet Chesterfield, i grevskapet Derbyshire, i England. Tapton var en civil parish 1866–1920 när blev den en del av Chesterfield. Civil parish hade 441 invånare år 1911. Byn nämndes i Domedagsboken (Domesday Book) år 1086, och kallades då Tapetune.